# Le Pupitre
Le pupitre. Collection de musique ancienne (französisch: Das Pult. Sammlung alter Musik) ist ein Sammelwerk zu Werken alter Musik. Die Reihe erscheint seit 1967 beim Musikverlag Heugel in Paris, ursprünglich unter der Leitung des Musikwissenschaftlers François Lesure (1923–2001).
In der Reihe sind unter anderem die Bände mit 555 Sonaten von Domenico Scarlatti erschienen, herausgegeben von dem Cembalisten Kenneth Gilbert.

## Inhaltsübersicht
- 1. Pièces pour clavecin en 2 volumes. Jacques Duphly; edition par Françoise Petit. Heugel c1967 LP. 1 (1re vol. Livres 1, 2 , 2e vol. Livres 3, 4)
- 2. Missa ad placitum: à 5 et 6 voix. Claude le Jeune; edition par Michel Sanvoisin. Heugel c1967 LP. 2
- 3. Sonates en trio op. 2. J. J. de Mondonville; édition par Roger Blanchard. Heugel c1967 L.P. 3
- 4. Sonate da chiesa op. 4-op. 8. G. Legrenzi; édition par Albert Seay. Heugel c1968 LP. 4
- 5. Chansons françaises pour orgue (vers 1550). édition par Jean Bonfils. Heugel c1968 LP. 5
- 6. Airs serieux et a boire à 2 et 3 voix. édition par Frédéric Robert. Heugel c1968 LP. 6
- 7. Motetti a canto solo con stromenti: en 2 volumes. Antonio Vivaldi; édition par Roger Blanchard. Heugel: Représentation exclusive pour le monde entier, A. Leduc c1968 LP. 7 (1er v, 2e v)
- 8. Leçons de Ténèbres: à une et à deux voix. François Couperin; edition par Pierre Vidal. Heugel c1968 LP 8
- 9. Danseries à 4 parties (second livre, 1547) [comp. par] Pierre Attaingnant; édition par Raymond Meylan. Heugel c1969 L.P. 9
- 10. Balletti: a cinque voci 1591. G. G. Gastoldi; édition par Michel Sanvoisin. Heugel c1968 LP. 10
- 11. Cantates pour une voix de femme et orchestre. J. A. Hasse; édition par Sven H. Hansell. Heugel c1968 LP. 11
- 12. Pièces de clavecin. François d’Agincour; edition par Howard Ferguson. Heugel c1969 LP. 12
- 13. Te Deum pour deux choeurs et deux orchestres. M. A. Charpentier; édition par Denise Launay. Heugel c1969 LP. 13
- 14. Deux motets pour la chapelle du roy. Pierre Robert; edition par Hélène Charnassé; réalisation de Roger Blanchard. Heugel c1969 LP. 14
- 15. Œuvres complétes pour guitare. Robert de Visée; edition par Robert W. Strizich. Heugel c1969 LP. 15
- 16. Œuvres choisies pour piano. Charles Valentin Alkan; édition par Georges Beck. Heugel c1969 L.P. 16
- 17. Pièces de clavecin. Antoine Forqueray; édition par Colin Tilney. Heugel c1970 LP. 17
- 18. Pièces de clavecin en 2 volumes. Louis Couperin; edition par Alan Curtis. Heugel c1970 LP. 18 (1re vol. Suites 1 à 9 , 2e vol. Suites 10 à 15)
- 19. Les fêstes vénitiennes: opéra-ballet (1710). André Campra; livret d’Antoine Danchet; édition par Max Lütolf; réalisation de la basse continue par Eduard Kaufmann. Heugel c1971 L.P. 19
- 20. Sonates pour flûte et clavecin op. 91. Joseph Bodin de Boismortier; édition par Marc Pincherle. Heugel c1970 L.P. 20
- 21. Pièces de clavecin, premier livre. François Couperin; édition par Kenneth Gilbert. Heugel c1972 LP. 21
- 22. Pièces de clavecin, second livre. François Couperin; édition par Kenneth Gilbert. Heugel c1969 LP. 22
- 23. Pièces de clavecin, troisième livre. François Couperin; édition par Kenneth Gilbert. Heugel c1969 LP. 23
- 24. Pièces de clavecin, quatrième livre. François Couperin; édition par Kenneth Gilbert. Heugel c1970 LP. 24
- 25. Pièces d’orgue sur les huit tons. Lambert Chaumont; édition par Jean Ferrard. Heugel c1970 LP. 25 (1er v, 2e v)
- 26. Concertos pour orchestre à cordes. Francesco Durante; édition par Roger Blanchard. Heugel c1970 LP. 26
- 27. Canzoni e sonate per sonar con ogni sorte de instrumenti. Giovanni Gabrieli; édition par Michel Sanvoisin. Heugel c1971 L.P. 27
- 28. Sonates pour clavecin. Benedetto Marcello; édition par Luciano Sgrizzi et Lorenzo Bianconi. Heugel c1971 L.P. 28
- 29. Sei quintetti con chitarra. Luigi Boccherini; édition par Yves Gérard. Heugel c1974 LP. 29
- 30. Don Quichotte chez la duchesse: ballet comique en trois actes. Jean Bodin de Boismortier; livret de Favart; edition et réalisation de Roger Blanchard. Heugel c1971 LP. 30
- 31., 32., 33., 34., 35., 36., 37., 38., 39., 40., 41. Sonates (Vol. 1. K. 1-52 , Vol. 2. K. 53-103 , Vol. 3. K. 104-155 , Vol. 4. K. 156-205 , Vol. 5. K. 206-255 , Vol. 6. K. 256-305 , Vol. 7. K. 306-357 , Vol. 8. K. 358-407 , Vol. 9. K. 408-457 , Vol. 10. K. 458-506 , Vol. 11. K. 507-555). Domenico Scarlatti; édition par Kenneth Gilbert. Heugel, Représenation exclusive pour le monde entier, A. Leduc c1971-c1984
- 42. 1er et 5e concertos pour flûte et orchestre. François Devienne; edition par Sherwood Dudley. Heugel c1971 LP. 42
- 43. Grand sextuor: pour piano, flûte, clarinette, basson, cor et contrebasse: op. 77 bis George Onslow; édition par Jörg Sebastian Schmidt. Heugel c1972 LP. 43
- 44. Fugues et caprices pour orgue. François Roberday; édition par Jean Ferrard. Heugel c1972 LP. 44
- 45. Neuf motets. François Couperin; édition par Philippe Oboussier. Heugel c1972 L.P. 45
- 46. Œuvres choisies pour guitare. Mauro Giuliani; édition par Thomas F. Heck. Heugel c1973 LP. 46
- 47. Fantaisies a deux parties pour les violes, 1642. Nicolas Métru; edition par Paul Hooreman. Heugel c1973 LP. 47
- 49. Suits or setts of lessons for the harpsichord or spinnet: consisting of a great variety of movements as preludes, aires, toccats, all'mands, jiggs, corrents, borre’s, sarabands, gavots, minuets ec. ec. Richard Jones; édition par Stoddard Lincoln. Heugel c1974 LP. 49
- 50. Pièces pour la flûte traversière avec la basse continue. Michel de La Barre; édition par Jane Bowers; réalisation par Tharald Boargir. Heugel c1978 L.P. 50
- 51. Pièces de violes. François Couperin; édition par Lucy Robinson. Heugel c1973 L.P. 51
- 52. Piéces de clavecin, d’orgue, et de forte piano. Claude Bénigne Balbastre; édition par Alan Curtis. Heugel c1974 LP. 52
- 53. Livre d’orgue. attribué Jean-Nicolas Geoffroy; édition par Jean Bonfils. Heugel c1974 LP. 53
- 54. Pièces de clavecin. Jean-Henri d’Anglebert; édition par Kenneth Gilbert. Heugel c1975 LP. 54 1er v, 2me v
- 54. Pièces de clavecin. Jean-Henri d’Angelebert; édition par Kenneth Gilbert. Heugel c1975 LP. 54
- 55. Motets a une voix et basse continue. Jean Gilles; édition par Gunther Morche. Heugel c1975 LP. 55
- 56. 4e et 6e concertos pour clarinette et orchestre. Xavier Lefèvre; èdition par Sherwood Dudley. Heugel c1975 LP. 56
- 57. Johann Jakob Froberger; édition par Howard Schott. eugel c1979 LP. 57 t. 1, v. 1 , t. 1, v. 2
- 57. Livres de 1649, 1656 et 1658. Johann Jakob Froberger; édition par Howard Schott. Heugel c1979 LP. 57. Œuvres complètes pour clavecin; 1
- 58 Toccatas et pièces polyphoniques. Johann Jakob Froberger; édition par Howard Schott. Heugel c1989 LP. 58. Œuvres complètes pour clavecin; t. 2; v. 1
- 58. Suites et pièces diverses. Johann Jakob Froberger; édition par Howard Schott. Heugel c1992 LP. 58. Œuvres complètes pour clavecin; t. 2; v. 2
- 59. Pièces de clavecin. Jean-Philippe Rameau; édition par Kenneth Gilbert. Heugel c1979 L.P. 59
- 60 Six suites of lessons for the harpsichord or spinet (1734). Thomas Chilcot; édition par Davitt Moroney. Heugel c1981 L.P. 60
- 61 Œuvres choisies pour piano. Johann Nepomuk Hummel; édition par Noël Lee. Heugel c1982 L.P. 61
- 62. La guirlande: acte de ballet livret de J.-F. Marmontel. Jean-Philippe Rameau; édition et réalisation par Georges Beck. Heugel c1981 L.P. 62
- 63.–64. Œuvres choisies pour harpe. Jean-Baptiste Krumpholtz; édition par Marie-Françoise Thiernesse-Baux. Heugel c1982 L.P. 63, 64
- 65 Missa pro defunctis quinque vocum. Eustache du Caurroy; édition par Michel Sanvoisin. Heugel c1983 LP. 65
- 66 Pièces de clavecin. Élisabeth Jacquet de La Guerre; édition par Carol Henry Bates. Heugel: Représentation exclusive pour le monde entier, A. Leduc c1986 L.P. 66
- 67. Pièces pour clavecin. Jean-Baptiste Loeillet; édition par Eiji Hashimoto. Heugel c1985 L.P. 67
- 68. Livre d’orgue. Nicolas de Grigny; édition par Charles-Léon Koehlhoeffer. Heugel c1986 L.P. 68
- 69. Mélodies. Édouard Lalo; édition par Joël-Marie Fauquet. Heugel c1988 LP. 69
- 70. Trios pour le coucher du roy. Jean-Baptiste Lully et Marin Marais; edition par Herbert Schneider; réalisation de la basse, Martin Lutz. Heugel: Représentation exclusive pour le monde entier, A. Leduc c1987 LP. 70
- 71. Pièces de clavecin. Joseph-Nicolas-Pancrace Royer; èdition par Lisa Goode Crawford. Heugel: Représentation exclusive pour le monde entier, A, Leduc 1990 L.P. 71
- 72. Neuf toccatas pour clavier. Alessandro Scarlatti; édition par Luciano Sgrizzi. Heugel c1990 LP. 72
- 73. Musique pour les funérailles de la reine Marie-Thérèse. Marc-Antoine Charpentier; édition par Jean Duron. Heugel c2000
- 74. Pièces d’orgue des Augustines de Vitré; édition par Pierre-Michel Bédard. Heugel c1993
- 75.–76. Mélodies: en 2 volumes. Emmanuel Chabrier; édition par Roger Delage. Heugel c1995-c1997, Musica gallica
- 78 Pièces de clavecin. Joseph-Hector Fiocco; édition par Diana Petech. Heugel: Représentation exclusive pour le monde entier, A. Leduc c1998
- 79. Sonates pour flûte et basse continue, opus 2. Michel Blavet; édition par David Ledbetter. Heugel: Représentation exclusive pour le monde entier, A, Leduc c1999